# Federico Munerati
Federico Munerati, detto Mune (La Spezia, 16 ottobre 1901 – Chiavari, 26 luglio 1980), è stato un calciatore e allenatore di calcio italiano, di ruolo ala.
Tra i più importanti nel ruolo nella storia della Juventus, è stato bandiera bianconera per undici stagioni, vincendo a Torino quattro campionati italiani (1925-1926, 1930-1931, 1931-1932 e 1932-1933) e partecipando alla genesi del Quinquennio d'oro. Con 114 gol complessivi è rimasto per i successivi novant'anni nella top ten dei marcatori all time del club bianconero: di questi, i 111 siglati nei campionati italiani lo pongono tuttora all'8º posto tra i marcatori juventini di questa graduatoria.

## Caratteristiche tecniche

### Giocatore
Soprannominato "Ricciolo" per via dei capelli neri e riccioluti, fu un calciatore molto moderno per la sua generazione: era infatti un'ala destra coriacea e risoluta, dalle grandi doti atletiche, aiutato da un fisico potente ma asciutto. Rapido, opportunista e con eccellenti qualità tecniche (soprattutto nel palleggio), in un calcio in cui ai giocatori di fascia era ancora prettamente demandato il compito di servire traversoni per i centrattacco, Munerati preferiva andare incontro al pallone anziché attendere il passaggio da parte dei compagni, indole che gli consentì di diventare decisamente prolifico sottorete, a tutti gli effetti un bomber aggiunto della squadra. È oggi ricordato come una delle ali destre più forti nella storia della Juventus, al pari di futuri eredi nel ruolo quali Stacchini, Causio, Damiani, Mauro, Di Livio e Camoranesi.
È stato il primo calciatore a realizzare una quaterna – e di conseguenza anche una tripletta – in un incontro della Serie A a girone unico, durante la sesta giornata della stagione 1929-1930, segnando al 7', al 49', al 61' e all'80' di Juventus-Pro Vercelli 6-1.

## Carriera

### Giocatore

#### Club

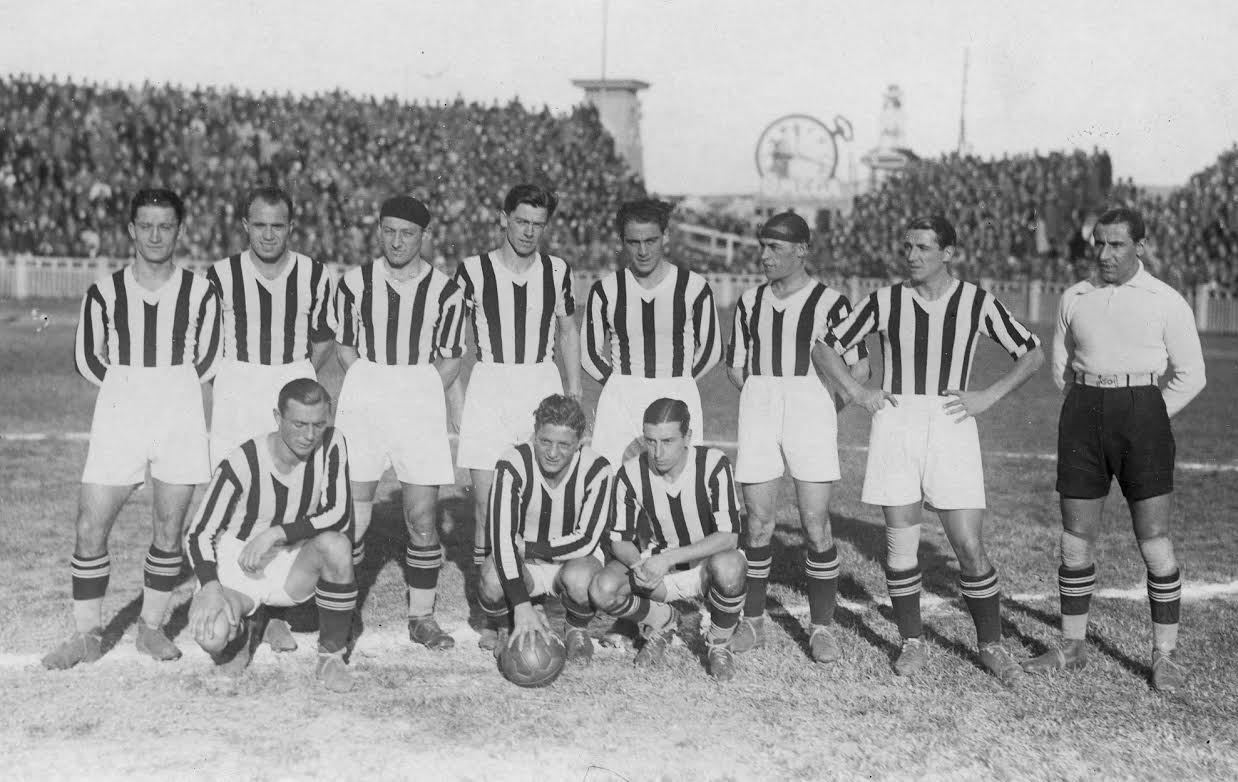
Munerati (in piedi, quarto da destra) nella Juventus della stagione 1930-1931, al primo scudetto del Quinquennio d'oro

Iniziò a giocare a calcio nella sua città natale tra le file dello Virtus Spezia, per poi passare ventunenne al Novara, all'epoca formazione di primo piano del panorama calcistico italiano, con cui fece il suo debutto nell'allora massima serie italiana, la Prima Divisione. Dopo una sola stagione con i gaudenziani, nel 1923 venne acquistato dalla Juventus, club dove rimarrà per i successivi undici anni.
Nel primo anno a Torino, si ritrovò a esser schierato da mezzala per non togliere spazi sulla fascia al più veloce compagno di squadra Grabbi, e occasionalmente ben si comportò anche da attaccante puro. Fu nella stagione 1924-1925 che il tecnico danubiano Jenő Károly, nel frattempo sedutosi sulla panchina bianconera, lo spostò definitivamente e con successo all'ala destra: si trattò del primo tassello, nella costruzione del prolifico attacco juventino che negli anni seguenti farà incetta di scudetti. Il primo titolo arrivò già nel campionato 1925-1926, quando con Pastore centrattacco, e i neoacquisti Torriani a sinistra e il magiaro Hirzer mezzala, Munerati emerse tra i maggiori protagonisti di un successo che i piemontesi attendevano da ben ventuno anni.
Nelle stagioni seguenti la squadra rimase ai vertici, tuttavia "Mune" dovette attendere gli anni 30 per riassaporare la vittoria; nel 1927 il calciatore dovette inoltre affrontare, insieme al compagno di squadra Pastore, un'accusa di combine in merito al caso Allemandi, da cui entrambi ne uscirono con un semplice richiamo ufficiale da parte del presidente federale Leandro Arpinati.

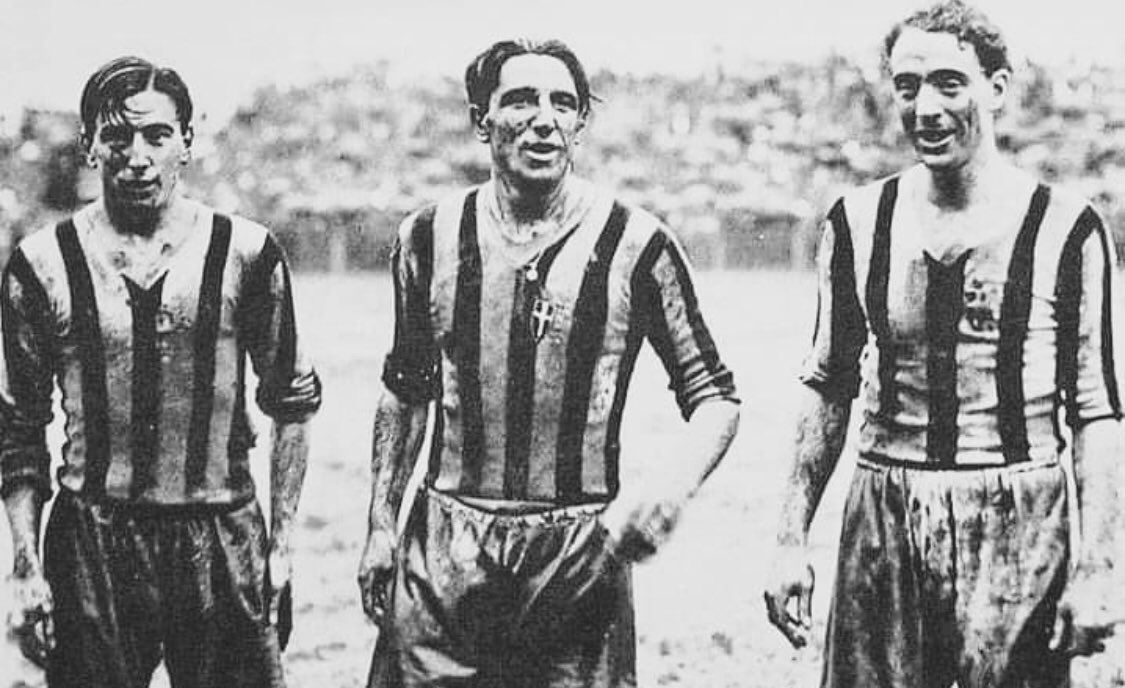
Da destra: Munerati, Giovanni Vecchina e Raimundo Orsi escono dal Campo Juventus al termine della vittoriosa sfida-scudetto contro il (3-2) del 1º maggio 1932

Assieme al portiere Combi e al terzino Rosetta, Munerati fu di fatto l'anello di congiunzione tra la Juventus campione d'Italia nel 1926 e quella del Quinquennio d'oro, a cui contribuì per i primi tre dei suoi cinque titoli consecutivi (1930-1931, 1931-1932 e 1932-1933). Dal 1931 iniziò a dividersi i compiti sulla fascia col più giovane Sernagiotto, oriundo brasiliano acquistato dalla dirigenza proprio in vista della sua futura sostituzione, e a cui lascerà definitivamente il posto due anni più tardi. Con 114 reti in 256 presenze totali, di cui 111 in 249 gare di campionato, per quasi un secolo è rimasto tra i primi dieci marcatori di tutti i tempi della squadra torinese, mentre è tuttora l'8º goleador juventino di sempre per quanto concerne i soli campionati; è inoltre lo spezzino più prolifico di sempre in Serie A.
Da qui alla fine del decennio militò con alterne fortune in compagini minori come Sampierdarenese, vincendo nell'unica sua stagione a Genova il campionato di Serie B 1933-1934, Pistoiese e Biellese, sino al ritiro dall'attività agonistica avvenuto nel 1939 con la Pavese Luigi Belli.

#### Nazionale

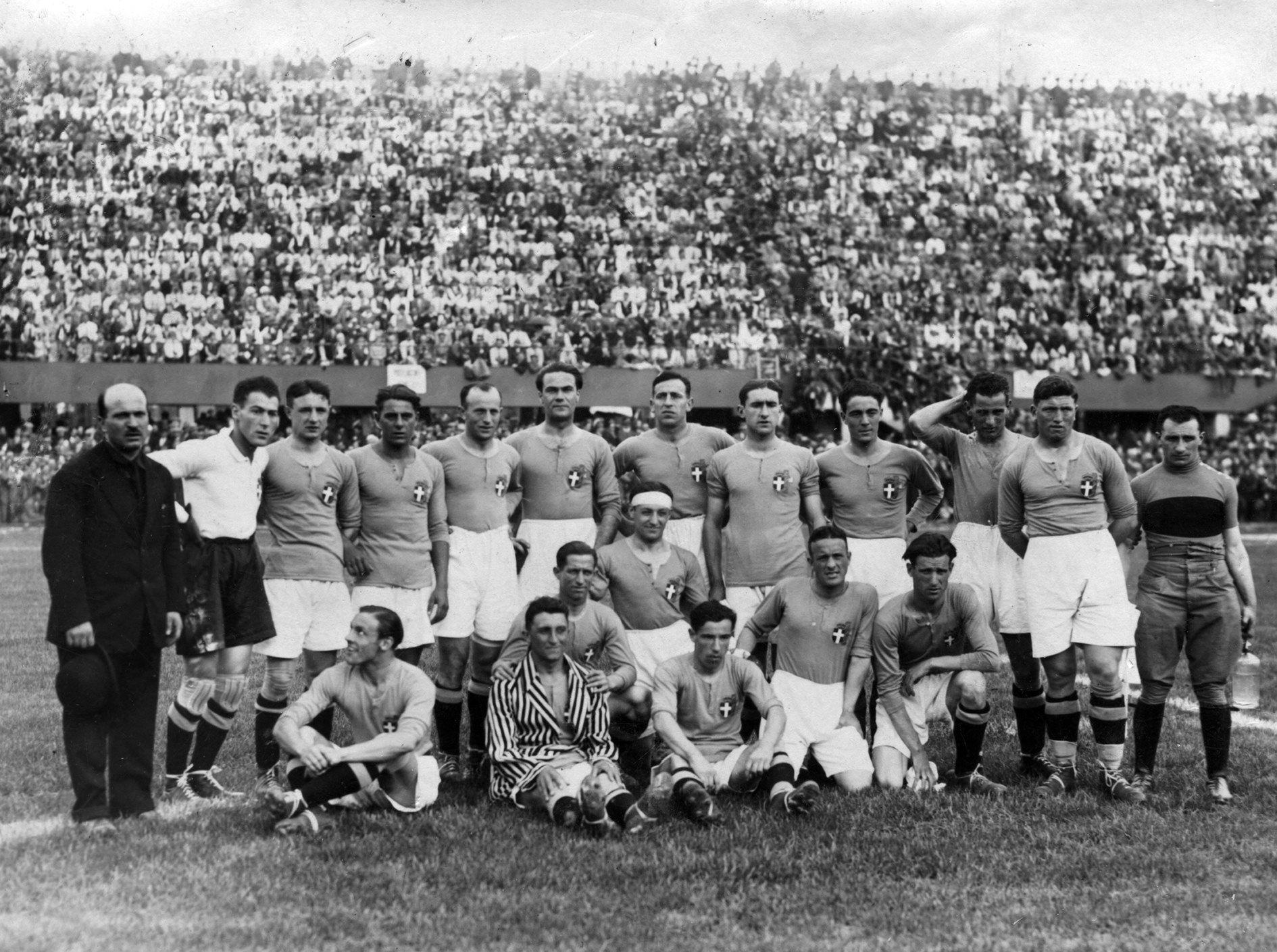
Munerati (in piedi, quarto da destra) in maglia azzurra il 19 maggio 1927, per la gara inaugurale dello stadio Littoriale di Bologna

Conta 4 presenze in nazionale, collezionate tra il 1926 e il 1927. Giocò anche in nazionale B nella prima partita della rappresentativa, ad Esch-sur-Alzette il 17 aprile 1927, terminata con la vittoria degli azzurri contro il Lussemburgo per 5-1.

### Allenatore
Già agli sgoccioli della carriera di calciatore ebbe le prime esperienze da player manager, cosicché intraprese immediatamente la carriera di allenatore una volta appesi gli scarpini al chiodo. In quest'ultimo ruolo fece ritorno alla Juventus nella stagione 1940-1941, subentrando all'ex compagno di squadra Umberto Caligaris improvvisamente mancato a neanche quarant'anni. Tra gli altri club guidati da Munerati nel prosieguo di carriera  figurano anche il Fanfulla tra il 1942 e il 1946 e, a più riprese, la Biellese e il Borgosesia.

## Statistiche

### Cronologia presenze e reti in nazionale
| Cronologia completa delle presenze e delle reti in nazionale ― Italia | Cronologia completa delle presenze e delle reti in nazionale ― Italia | Cronologia completa delle presenze e delle reti in nazionale ― Italia | Cronologia completa delle presenze e delle reti in nazionale ― Italia | Cronologia completa delle presenze e delle reti in nazionale ― Italia | Cronologia completa delle presenze e delle reti in nazionale ― Italia | Cronologia completa delle presenze e delle reti in nazionale ― Italia | Cronologia completa delle presenze e delle reti in nazionale ― Italia |
| Data                                                                  | Città                                                                 | In casa                                                               | Risultato                                                             | Ospiti                                                                | Competizione                                                          | Reti                                                                  | Note                                                                  |
| --------------------------------------------------------------------- | --------------------------------------------------------------------- | --------------------------------------------------------------------- | --------------------------------------------------------------------- | --------------------------------------------------------------------- | --------------------------------------------------------------------- | --------------------------------------------------------------------- | --------------------------------------------------------------------- |
| 18-7-1926                                                             | Stoccolma                                                             | Svezia                                                                | 5 – 3                                                                 | Italia                                                                | Amichevole                                                            | -                                                                     |                                                                       |
| 29-5-1927                                                             | Bologna                                                               | Italia                                                                | 2 – 0                                                                 | Spagna                                                                | Amichevole                                                            | -                                                                     |                                                                       |
| 23-10-1927                                                            | Praga                                                                 | Cecoslovacchia                                                        | 2 – 2                                                                 | Italia                                                                | Coppa Internazionale 1927-1930                                        | -                                                                     |                                                                       |
| 6-11-1927                                                             | Bologna                                                               | Italia                                                                | 0 – 1                                                                 | Austria                                                               | Coppa Internazionale 1927-1930                                        | -                                                                     |                                                                       |
| Totale                                                                |                                                                       | Presenze                                                              | 4                                                                     |                                                                       | Reti                                                                  | 0                                                                     |                                                                       |

## Palmarès

### Giocatore

#### Club
- Campionato italiano: 4

Juventus: 1925-1926, 1930-1931, 1931-1932, 1932-1933
- Campionato italiano di Serie B: 1

Sampierdanerese: 1933-1934